# Fred Bongusto
Fred Bongusto właśc. Alfredo Antonio Carlo Buongusto (ur. 6 kwietnia 1935 w Campobasso, zm. 8 listopada 2019 w Rzymie) – włoski piosenkarz i kompozytor, uważany za croonera na gruncie włoskiej muzyki pop.
Fred Bongusto jest jedną z najbardziej znaczących postaci w muzyce rozrywkowej lat 60. XX w.

## Życiorys
Fred Bongusto uczęszczał do liceum klasycznego Mario Pagano. Po zdaniu matury wstąpił na wydział prawa uniwersytetu w Modenie. Postanowił jednak poświęcić się muzyce.
W 1960 roku rozpoczął karierę muzyczną zakładając grupę muzyczną I 4 Loris w składzie: Renato Silvestri, Loris Boresti, Luciano Bigoni, Nini Mezzet i on sam jako solista. W tym samym roku artysta nagrał singiel „Bella bellissima”/„Doce doce”.
Zespół I 4 Loris podpisał kontrakt nagraniowy z firmą Primary Gianbattisty Ansoldiego i zadebiutowali w 1961 singlem Madison Italiano/Notte d'amore; Notte d'amore była coverem Jealous Lover Charlesa Williamsa i została umieszczona w czołówce dźwiękowej filmu Garsoniera Billy Wildera, z włoskim tekstem Misselvii.

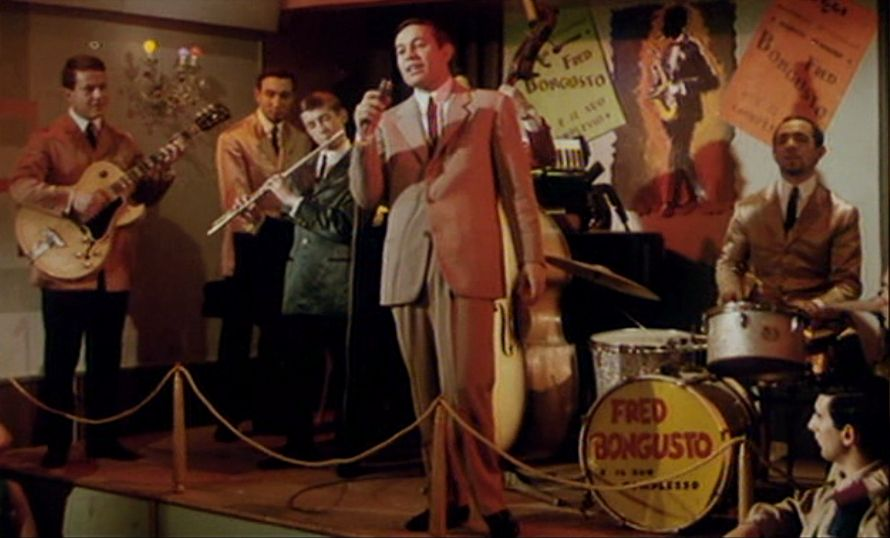
Fred Bongusto z zespołem (1963)

Pierwszym wielkim przebojem Freda Bongusto stała się piosenka „Una rotonda sul mare” z 1964 roku; inne jego hity z tego okresu to: „Malaga”, „Tre settimane”, „Spaghetti a Detroit”, „Amore fermati”, „Frida”, „Balliamo”, „Lunedì” i „Prima c'eri tu”, którym wygrał w 1966 roku festiwal Un disco per l’estate.
W I połowie lat 60. XX w. Fred Bongusto wystąpił w kilku filmach (Obiettivo ragazze, Questi pazzi, pazzi italiani); do szeregu filmów skomponował też ścieżki dźwiękowe: Il tigre Dino Risiego, Obsesja (kandydat do nagrody Oscara) i Peccato veniale Salvatore Samperiego, Venga a prendere il caffè da noi i La cicala Alberta Lattuady.
W 1967 roku ożenił się z subretką Gabriellą Palazzoli, znaną z występów w teatrze oraz z ról filmowych w latach 50. i 60.
Pod koniec lat 60. podczas pobytu w Brazylii Fred Bongusto zainteresował się muzyką tego kraju. Nawiązał współpracę z takimi artystami brazylijskimi jak: Vinicius de Moraes, Tom Jobim i João Gilberto. W latach 70. i 80. odbył liczne tournée po Brazylii i Argentynie.

## Odznaczenia

Order Zasługi Republiki Włoskiej - klasa III: Komandor (Commendatore)

26 maja 2005 Prezydent Republiki Włoskiej Carlo Azeglio Ciampi uhonorował Freda Bongusto Orderem Zasługi Republiki Włoskiej w uznaniu jego wkładu w rozwój piosenki włoskiej.

## Dyskografia

### LP
- 1963 – Fred Bongusto (Primary)
- 1964 – Le canzoni di Fred Bongusto (Primary)
- 1971 – Un'occasione per dirti che ti amo (Ri-Fi)
- 1972 – Eccezionale Fred (Ri-Fi)
- 1972 – Alfredo Antonio Carlo Bongusto (Ri-Fi)
- 1972 – Alla mia maniera n° 2 (Ri-Fi)
- 1974 – Malizia...un po' (Ri-Fi)
- 1974 – Doppio whisky (Ri-Fi)
- 1974 – Italian graffiti (Ri-Fi)
- 1975 – Noi innamorati d'improvviso (Ri-Fi)
- 1975 – Napoli alla mia maniera (Ri-Fi)
- 1976 – Flash back (Warner Bros. Records)
- 1976 – La mia estate con te (Warner Bros. Records)
- 1977 –Il giorno e la notte (Warner Bros. Records)
- 1978 – Professionista di notte (Warner Bros. Records)
- 1979 – Lunedì (Warner Bros. Records)
- 1979 – Fred Brasil (Warner Bros. Records)
- 1980 – La cicala - Colonna sonora originale (Warner Bros. Records)
- 1980 – Fred & Bongusto (Warner Bros. Records)
- 1980 – Il meglio di Fred Bongusto (RCA Italiana - Serie Lineatre)
- 1981 – Personale di Fred Bongusto (RCA Italiana - Serie Lineatre)
- 1981 – Fortunatamente ancora l'amore (Dischi Ricordi)
- 1982 – I grandi successi di Fred Bongusto (RCA Italiana - Serie Lineatre)
- 1982 – Freddissimo (Dischi Ricordi)
- 1983 – Belle bugie (Dischi Ricordi)
- 1984 – Appuntamento con la luna (Dischi Ricordi)
- 1985 – Dillo tu (Dischi Ricordi)
- 1985 – 25 (Dischi Ricordi)
- 1986 – Guancia a guancia (Dischi Ricordi)
- 1987 – Cioccolata (Dischi Ricordi)
- 1988 – Paradiso perduto (Fonit Cetra)
- 1989 – Le donne più belle (Fonit Cetra)
- 1991 – Una canzone per ballare (Five Record)

### Single
- 1961 – Madison Italiano/Notte d'amore (Primary; z zespołem I 4 Loris)
- 1962 – Bella bellissima/Doce doce (Primary)
- 1962 – Chist'è ammore/My love is dead (Primary)
- 1962 – Caterina/Frida (Primary)
- 1962 – Madeleine Auf Wiedersehen/Buonanotte angelo mio (Primary)
- 1963 – Amore fermati.../E... dopo (Primary)
- 1963 – Malaga/Tu no capire (Primary)
- 1963 – Chi ci sarà dopo di te/Vierno (Primary)
- 1964 – Mare non cantare/Va bbuono (Primary)
- 1964 – Carolaina/Mare non cantare (Primary)
- 1964 – Una rotonda sul mare/Chi ci sarà dopo di te (Primary)
- 1964 – Napoli c'est fini/Tu nun 'e chianghere (Primary)
- 1964 – O cielo ce manna sti 'ccose/Tutti mi dicono (Primary)
- 1965 – Aspetta domani/Non ti ho dato mai le rose (Fonit)
- 1965 – Il mare quest'estate/Se t'innamorerai (Fonit)
- 1965 – Se tu non fossi bella come sei/Annabella (Fonit)
- 1965 – A man... a story/Se tu non fossi bella come sei (Fonit)
- 1965 – Adios gringo/Il ragazzo dai capelli bianchi (Fonit)
- 1966 – Quella cosa che.../Stupendamente giovane (Fonit)
- 1966 – Prima c'eri tu/Tu non sbagli mai (Fonit)
- 1966 – Io non so chi sei/Se t'innamorerai (Fonit)
- 1967 – Gi/Cielo azzurro (Fonit)
- 1967 – ...e mi consuma l’estate/Spaghetti, insalatina e una tazzina di caffè a Detroit (RCA Italiana)
- 1967 – Se l'amore potesse ritornare/Ore d'amore (RCA Italiana)
- 1968 – May be one, may be none/A te (RCA Italiana)
- 1969 – Una striscia di mare/Ciao nemica (Clan Celentano)
- 1970 – Tra cinque minuti/Angelo straniero (Clan Celentano)
- 1970 – Il nostro amore segreto/Sul blu (Ri-Fi)
- 1971 – Quando mi dici così/Viviane (Ri-Fi)
- 1971 – Rosa/Moon (Ri-Fi)
- 1971 – Gratta, gratta...amico mio/Sei tu sei tu (Ri-Fi)
- 1971 – Questo nostro grande amore/O primmo treno (Ri-Fi)
- 1972 – 4 colpi per Petrosino/La canzone di Frank Sinatra (Ri-Fi)
- 1972 – La mia vita non ha domani/L'importanza di un disco (Ri-Fi)
- 1973 – Tre settimane da raccontare/L'amore (Ri-Fi)
- 1973 – White Christmas/Natale dura un giorno (Ri-Fi; z Iva Zanicchi)
- 1974 – Perdonami amore/L'amore (Ri-Fi)
- 1975 – Michela/Che bella idea (Ri-Fi)
- 1975 – Come closer to me/Se cerchi un po' (Warner Bros. Records)
- 1976 – La mia estate con te/Lui (Warner Bros. Records)
- 1977 – Pietra su pietra/Balliamo (Warner Bros. Records)
- 1978 – La foto/Una rotonda sul mare (Warner Bros. Records)
- 1978 – Carissimo maestro di Padova/Bruttissima bellissima
- 1979 – Lunedì/3 ore d'amore (Warner Bros. Records)
- 1979 – Se il mondo avesse qualcosa di te/Nao chores mais (Warner Bros. Records)
- 1980 – Dicembre/La cicala (Warner Bros. Records)
- 1980 – Facciamo pace/La cicala (Warner Bros. Records)
- 1981 – Dica 33/Poco (Dischi Ricordi)
- 1982 – Comm'aggia fa/Stretti (Dischi Ricordi)
- 1983 – Attento disc-jockey/Mon amour (Dischi Ricordi)
- 1984 – Vivi la tua musica/Quello che ti porta a Rio (Dischi Ricordi)
- 1986 – Cantare/Frida (Dischi Ricordi)

### CD
- 1992: Io (Nar International/Dischi Ricordi, CDAPD 3292)
- 1993: Una rotonda sul mare (Joker, 10043)
- 1994: Facciamo finta di volerci bene... (Fonit Cetra, CDL 377)
- 1995: Fred (Nemo, NR4212-2)
- 1996: Due ragazzi così (Polygram, live; z Peppino di Capri)

### Ścieżki dźwiękowe[4]
- 1967 – Il tigre
- 1968 – Uno dopo l'altro
- 1969 – Un detective
- 1970 – La pelle degli altri
- 1970 – Il divorzio, reż. Romolo Guerrieri
- 1970 – Contestazione generale
- 1970 – Venga a prendere il caffè da noi
- 1971 – Il furto è l'anima del commercio...?!
- 1972 – L’amico del padrino
- 1972 – All'onorevole piacciono le donne (Nonostante le apparenze... e purché la nazione non lo sappia)
- 1972 – Bianco, rosso e...
- 1973 – Obsesja (Malizia)
- 1974 – Peccato veniale
- 1974 – Le farò da padre
- 1975 – Sensualidad
- 1975 – Conviene far bene l'amore
- 1976 – Al piacere di rivederla
- 1976 – Oh, Serafina!
- 1980 – Fantozzi contro tutti
- 1980 – La cicala
- 1981 – Fracchia la belva umana
- 1982 – Sesso e volentieri
- 1985 – Fotografando Patrizia
- 1986 – Superfantozzi
- 1987 – Kamikazen ultima notte a Milano
- 1991 – Malizia 2000
- 2007 – Nel supremo interesse della nazione - A history of censorship